# Церковь Святого Матфея (Тиргартен)
Церковь Святого Матфея (нем. St. Matthäuskirche) — лютеранская церковь, находящая в районе Большой Тиргартен. В настоящее время часть Культурфорума.

## История
В начале XIX века район Тиргартена интенсивно заселялся, однако ближайшая церковь — святой Троицы, находилась достаточно далеко. В связи с этим 5 октября 1843 года была создана ассоциация, которая должна была решить вопрос о постройке нового церковного здания. Возглавил её тайный советник Иоганн Фридрих фон Кёнен. 1 января 1844 года он направил письмо прусскому королю Фридриху Вильгельму IV с просьбой о разрешении о строительстве церкви. 27 января 1844 года такое разрешение было получено. Проект здания был подготовлен Фридрихом Августом Штюлером. Новая церковь была открыта 17 мая 1846 года.

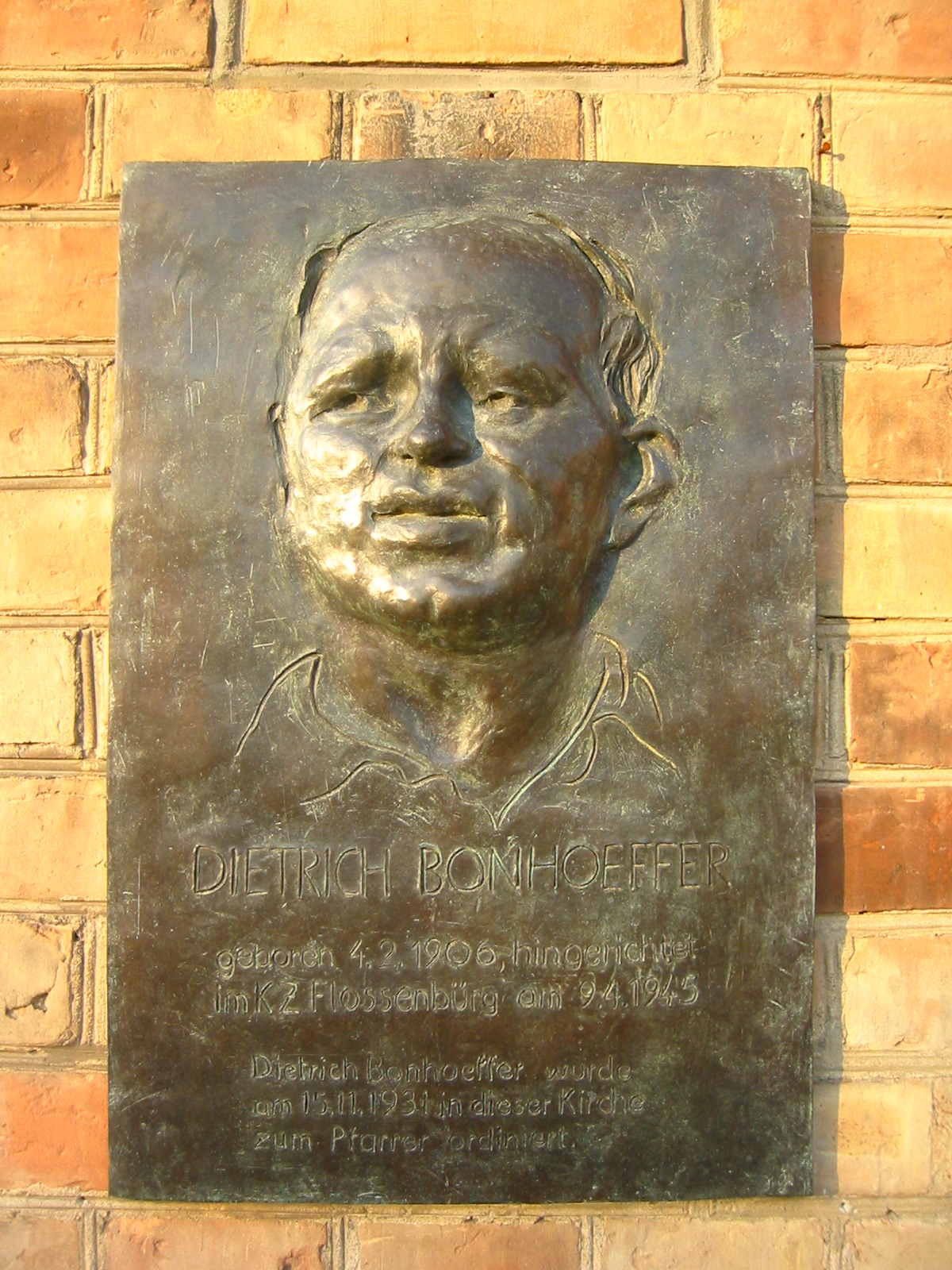
Мемориальная доска, посвящённая Дитриху Бонхёфферу

В церкви были ординированы в сан пастора:
- 13 июня 1920 года — Герман Зассе.
- 15 ноября 1931 года — Дитрих Бонхёффер (в память об этом на здание была впоследствии установлена памятная доска)

Во время правления нацистов в ходе реализации проекта о расширении границ Берлина вокруг церкви были уничтожены многие строения, в том числе дом пастора. Во время бомбардировок серьёзно пострадало и сама кирха.
После войны в 1956 по 1960 годах здание было реконструировано. Руководил реставрацией архитектор Юрген Эммерих. В настоящее время здание включено в состав Культурфорума, хотя здесь до сих пор проводятся богослужебные собрания.

## Архитектура
За образец для проекта Штюлер взял романские церкви Северной Италии. Здание имеет три нефа, каждый из которых с северной стороны начинается порталом, а заканчивается апсидой. Нефы примерно равны по высоте и имеют одинаковые двухскатные крыши. Над порталом центрального нефа находится башня, выполняющая функцию колокольни.

## Выставка
В настоящее время в здании экспонируются ряд произведении современного искусства, использующие в той или иной степени евангельские темы:
- Гизела Брайтлинг — «Трапеза Господня» (1991/1992 год) (интерпретация сюжета о беседе Иисуса с хананеянкой (Мф. 15:22-29)
- Зигмунд Хан — витражи на эпизоды «Деяний апостолов» (1960 год).
- Герхард Маркс — «Голова Христа» (1960 год)
- Герхарт Шрайдер — «Распятие» (1964 год)
- Вадим Сидур — «Лицо» (1971 год)